# Сакакура, Юдзи
Юдзи Сакакура (яп. 阪倉 裕二 Сакакура Ю:дзи, род. 7 июня 1967 года, Йоккаити) — японский футболист, защитник.

## Карьера
На протяжении своей футбольной карьеры выступал за клубы «ДЖЕФ Юнайтед Итихара», «Нагоя Грампус Эйт», «Вегалта Сэндай».

## Национальная сборная
С 1990 по 1991 год сыграл за национальную сборную Японии 6 матчей. Также участвовал в Кубках Азии по футболу 1988 и 1992 годов.

## Достижения
Япония
- Кубка Азии: 1992
- Кубок Императора: 1995

## Статистика за сборную
| Сборная Японии | Сборная Японии | Сборная Японии |
| Год            | Матчи          | Голы           |
| -------------- | -------------- | -------------- |
| 1990           | 5              | 0              |
| 1991           | 1              | 0              |
| Итого          | 6              | 0              |